# Ferreira do Alentejo
Ferreira do Alentejo (fɨ'ʁeɾɐ du ɐlẽ'tɛʒu) è un comune portoghese di 9 010 abitanti situato nel distretto di Beja.

## Società

### Evoluzione demografica
| Popolazione di Ferreira do Alentejo (1801 – 2004) | Popolazione di Ferreira do Alentejo (1801 – 2004) | Popolazione di Ferreira do Alentejo (1801 – 2004) | Popolazione di Ferreira do Alentejo (1801 – 2004) | Popolazione di Ferreira do Alentejo (1801 – 2004) | Popolazione di Ferreira do Alentejo (1801 – 2004) | Popolazione di Ferreira do Alentejo (1801 – 2004) | Popolazione di Ferreira do Alentejo (1801 – 2004) | Popolazione di Ferreira do Alentejo (1801 – 2004) |
| ------------------------------------------------- | ------------------------------------------------- | ------------------------------------------------- | ------------------------------------------------- | ------------------------------------------------- | ------------------------------------------------- | ------------------------------------------------- | ------------------------------------------------- | ------------------------------------------------- |
| 1801                                              | 1849                                              | 1900                                              | 1930                                              | 1960                                              | 1981                                              | 1991                                              | 2001                                              | 2004                                              |
| 2089                                              | 4737                                              | 8401                                              | 12472                                             | 14894                                             | 11244                                             | 10075                                             | 9010                                              | 8505                                              |

## Freguesias

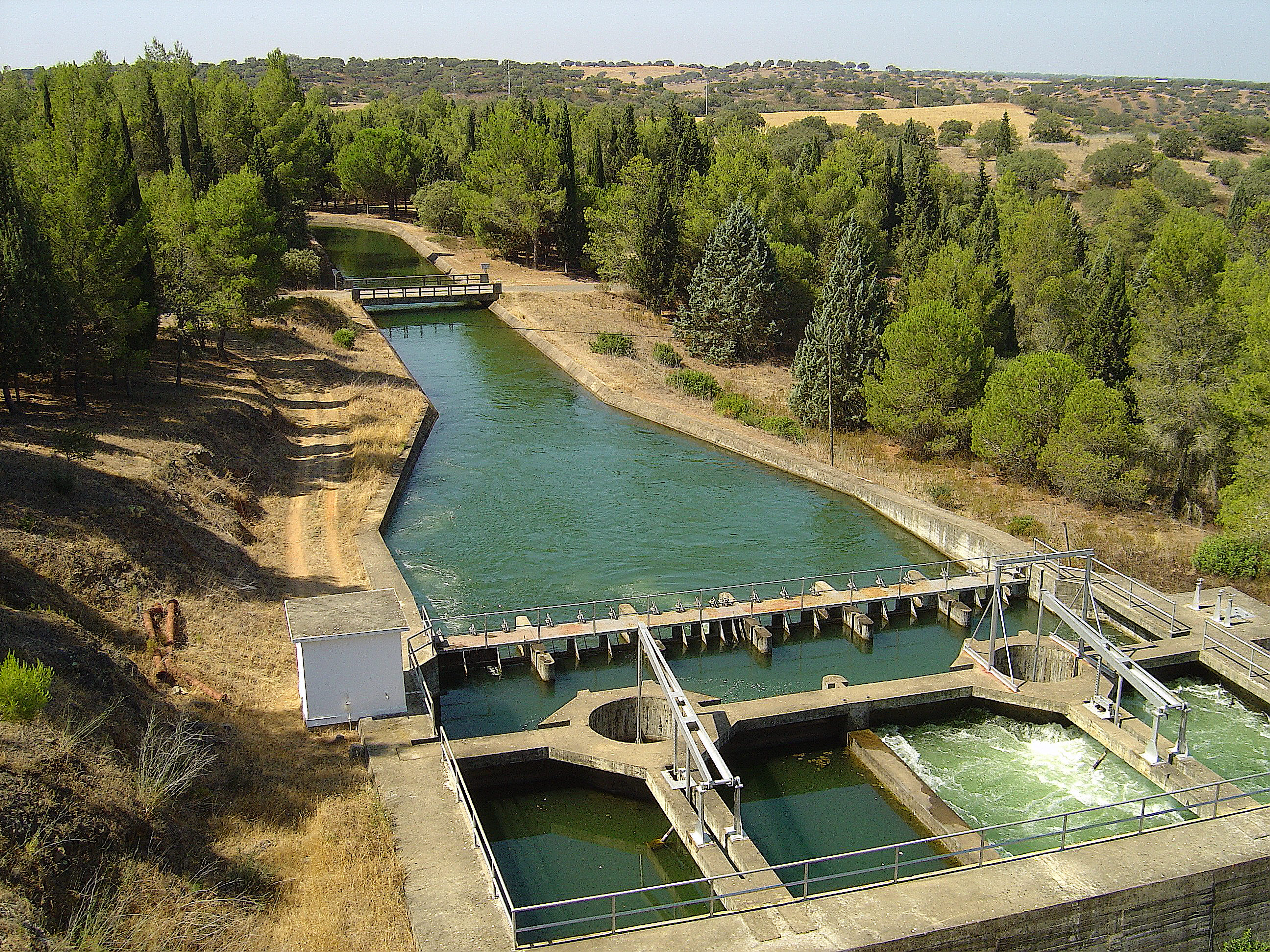
La diga di Odivelas nei pressi di Ferreira do Alentejo

- Alfundão
- Canhestros
- Ferreira do Alentejo
- Figueira dos Cavaleiros
- Odivelas
- Peroguarda